# Rita Wilson
Rita Wilson, född Margarita Ibrahimoff den 26 oktober 1956 i Los Angeles, Kalifornien, är en amerikansk skådespelerska och producent. 
Hon har bland annat medverkat i Sömnlös i Seattle, Runaway Bride och It's Complicated. Wilson har också varit producent i filmerna Mitt stora feta grekiska bröllop och Mamma Mia!.  
Hon är sedan 1988 gift med skådespelaren, producenten och regissören Tom Hanks. Tillsammans har de två barn.
Tom Hanks tillkännagav den 12 mars 2020 att han och Rita hade smittats av Covid-19 i Australien och att de hade lindriga symtom. Den 27 mars återvände de till Los Angeles. De gav blod så att deras antikroppar kunde användas för att hjälpa andra drabbade.

## Filmografi i urval
- 1966 – Spinout
- 1993 – Sömnlös i Seattle
- 1996 – That Thing You Do
- 1996 – Klappjakten
- 1998 – Från jorden till månen (TV-serie)
- 1998 – Psycho (1998)
- 1999 – Runaway Bride
- 2004 – Raise Your Voice
- 2005 – The Chumscrubber
- 2009 – My Life In Ruins
- 2009 – Old Dogs
- 2009 – It's Complicated
- 2011 – The Art of Getting By
- 2013–2017 – Girls (TV-serie)
- 2023 – Asteroid City
- 2025 – Too Much (TV-serie)